# Mireille Daoust
Pour les articles homonymes, voir Daoust.
Mireille Daoust est une comédienne québécoise née en 1951 et décédée le 16 juillet 2009 à l'âge de 58 ans d'un cancer.
Elle est connue pour son rôle de Geneviève Dupuis dans la série Dominique et dans Y'a pas de problème (1975) dans le rôle d'Henriette.

## Filmographie
- 1977 - 1979 : Dominique (série télévisée) : Geneviève Dupuis
- 1977 - 1978 : Le Pont (série télévisée) : Lise Dubuc
- 1977 : La Maisonnée : Cage d'or ou de fer ? (téléthéâtre)
- 1975 - 1977 : Y'a pas de problème (série télévisée) : Henriette